# Peter-Altmeier-Denkmal (Koblenz)

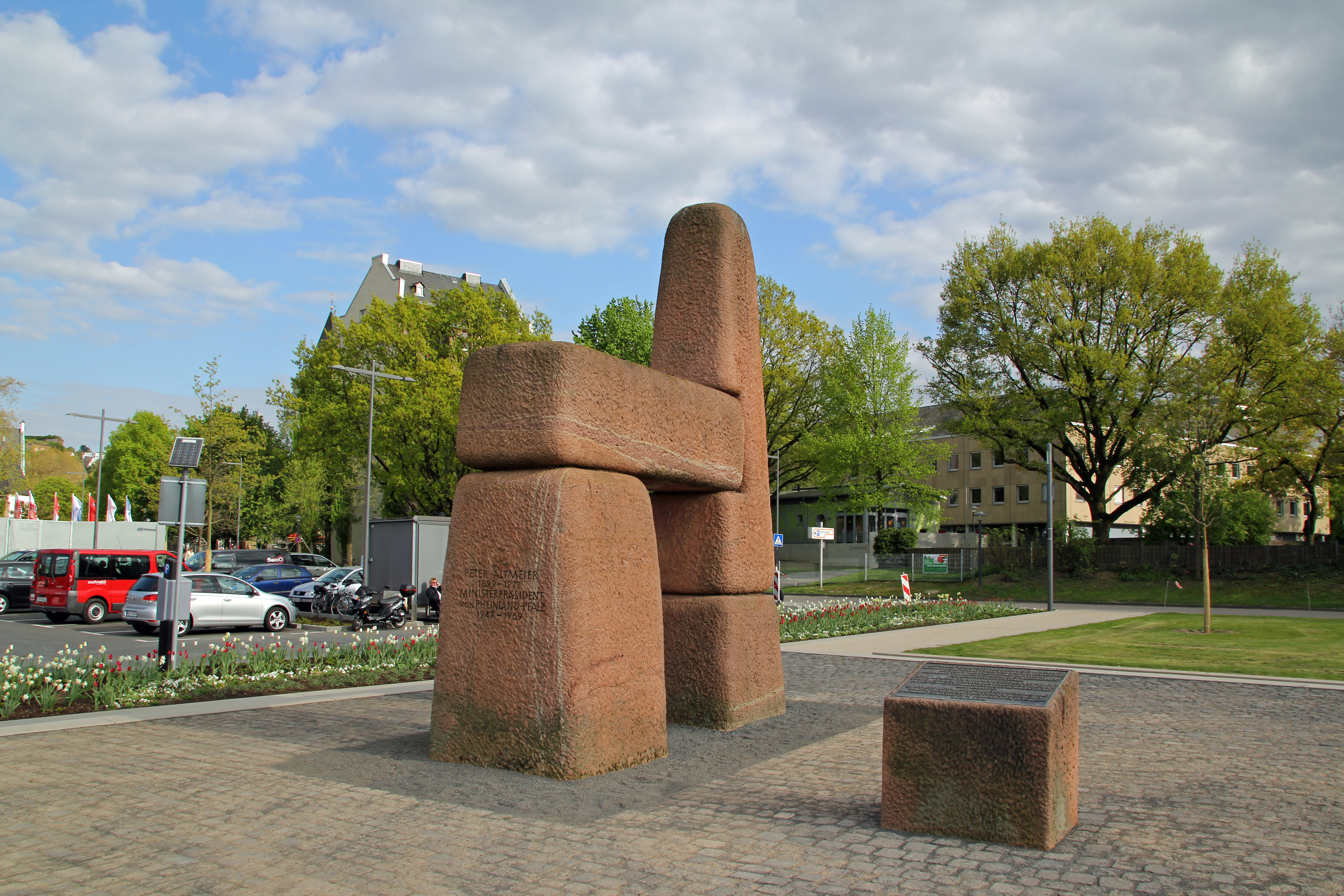
Das Peter-Altmeier-Denkmal in den Moselanlagen (Peter-Altmeier-Ufer) von Koblenz

Das Peter-Altmeier-Denkmal in Koblenz ist ein Denkmal zu Ehren des ehemaligen rheinland-pfälzischen Ministerpräsidenten Peter Altmeier. Das 1981 eingeweihte Denkmal befindet sich in den Moselanlagen (Peter-Altmeier-Ufer) unweit des Deutschen Ecks.

## Geschichte
Der Entwurf für das privat finanzierte Peter-Altmeier-Denkmal stammt von dem Kuseler Künstler Horst Schwab. Er gewann den 1979 unter dem Jury-Vorsitz des Landtagspräsidenten Albrecht Martin stattfindenden bundesweiten Wettbewerb. Das Denkmal wurde im Sommer 1981 von dem Hettenleidelheimer Bildhauer Theo Rörig im Steinbruch der Firma Wassum in Miltenberg am Main ausgeführt und am Moselufer aufgestellt. Am 7. Oktober 1981 erfolgte die Einweihung in den Moselanlagen (Peter-Altmeier-Ufer).
Am 28. August 1982, dem fünften Todestag Altmeiers, wurde das Denkmal um eine Gedenktafel auf einer Stele erweitert. Die Gedenktafel musste kurz danach neu gegossen werden, da sie einen Rechtschreibfehler enthielt.
Zur Bundesgartenschau 2011 wurden die Moselanlagen und damit der Bereich um das Denkmal neu gestaltet.

## Bau
Vier Blöcke aus rotem Mainsandstein sollen die Gebiete, aus denen das Land Rheinland-Pfalz hervorgegangen ist, symbolisieren. Dabei verdeutlicht das portalartige Denkmal die Öffnung des Landes oder die Brücke zu Frankreich. Die Gesamthöhe des Denkmals beträgt sechs Meter, die Breite vier Meter.
An der Front wurden folgende Worte eingemeißelt:
Peter Altmeier / 1899–1977 / Ministerpräsident von Rheinland-Pfalz / 1947–1969
Auf der Gedenktafel daneben steht zu lesen:
„Rheinland-Pfalz entstand nach dem 2. Weltkrieg aus Landschaften mit unterschiedlicher Geschichte: Aus Teilen der preußischen Provinzen Rheinland und Hessen-Nassau, aus Rheinhessen und der bayrischen Pfalz. Peter Altmeier stand an der Spitze der Männer und Frauen, die nach furchtbaren Kriegszerstörungen im Westen Deutschlands ein neues demokratisches Land erbauten. Er öffnete diesem leidgeprüften Grenzland das Tor zur Freundschaft mit unseren westlichen Nachbarn und schuf enge Verbindungen besonders zu Burgund.“